# 조경철천문대
조경철천문대는 강원특별자치도 화천군 사내면 광덕리에 있는 광덕산 정상 인근에 위치한 천문대이다.
화천군에 위치한 시민천문대로서, 대한민국에서 일반인도 관측할 수 있는 1m 나스미스식 반사 망원경 및 60cm RC 반사 망원경, 보조관측실에 위치한 여러 망원경 등 다수의 천체 관측 시설을 보유하고 있다.

## 역사
2014년 10월 10일 준공되어, 현재까지 천문대가 운영되고 있다.

## 관측
해발 1010미터에 위치해 있고, 천문대에 올라가려면 약 5km의 구불구불한 도로를 지나야 한다.
천문대에 올라가는 길에는 가로등이 하나도 설치되어 있지 않아 주의해야 한다.
천문대는 3층으로 이루어져 있으며, 1층에는 조경철 기념관이, 2층에는 여러 가지 천문교육시설과 12미터 돔 천정으로 이루어진 하이브리드 투영기가 설치된 천체투영실이, 3층에는 보조관측실과 주관측실이 있다.
일반인의 관측이 주로 이루어지는 시민천문대로서, 2020년까지 무료 프로그램으로 천문대 시설의 설명과 천체투영실 관람, 천체관측실에서의 천체관측 등 가벼운 프로그램이, 유료 프로그램에서는 별 헤는 밤, 별 학교 기초(1일)과정, 별 학교 심화(5일)과정, 밤을 새서 1미터 주망원경으로 관측하는 집중관측 프로그램을 운영하였다.
2020년 이후 모두 유료 전환되어 프로그램 개편 운영중이다. 밤하늘탐구는 22시~0시(기상여건에 따라 탄력적 운영), 교육프로그램(단체, 학교)는 교육 담당자와 예약 후 진행한다.

## 관측 장비
조경철천문대에는 국내 시민천문대 중 가장 큰 망원경인 주관측실의 1미터 반사망원경과 함께 180mm 굴절망원경, 연구전용 60센티미터 반사망원경, 보조관측실의 14인치 복합 망원경, 6인치 아포크로매틱 굴절망원경 등이 설치되어 있다.